# Кейт Хъдсън
Кейт Хъдсън (на английски: Kate Hudson) е американска актриса. 

## Биография
Кейт Хъдсън е родена е на 19 април 1979 г. в Лос Анджелис, Калифорния в семейството на Голди Хоун и Бил Хъдсън. Родителите ѝ се развеждат 8 месеца след раждането ѝ. Има брат, актьорът Оливър Хъдсън, с който биват отгледани от майка си и дългогодишния ѝ партньор в живота Кърт Ръсел.

### Кариера
Големия си пробив в киното Кейт Хъдсън прави с участието си във филма „Почти известни“ (2000), който ѝ носи номинация за Оскар за най-добра поддържаща женска роля и награда „Златен глобус за най-добра поддържаща актриса“. През 2000 г. излиза и филмът „Относно Адам“. След като отхвърля предложената ѝ роля за „Спайдърмен“, тя участва във филма „Четирите пера“ (2002), който е по-скоро разочарование за критиката и публиката. Следват участия в „Как да разкараш гаджето за 10 дни“ и „Развод по френски“ (2003), „Шперцът“ (2005), „Аз, ти и Дюпри“ (2006). На 8 февруари 2008 г. премиерно излиза новият филм с нейно участие „Златна възможност“, където за втори път си партнира с Матю Макконъхи след „Как да разкараш гаджето за 10 дни“. През 2008 г. излиза филма с нейно участие „Гаджето на най-добрия ми приятел“, а през 2009 г. си партнира с Ан Хатауей във филма „Булчински войни“. През 2011 г. тя се снима във филма „Нещо назаем“ заедно с Дженифър Гудуин, Колин Егелсфийлд и Джон Кразински.

### Личен живот
Била е омъжена до 2007 г. за фронтмена на групата „The Black Crowes“, Крис Робинсън.  На 7 януари 2004 г., се ражда нейният син Райдър Ръсел Робинсън. От 2010 г. има връзка с британския певец Матю Белами. 

### Други дейности
От 2019 г. заедно с брат си, Оливър Хъдсън, е водеща на подкаста Sibling Revelry, където интервюират други прочути братя и сестри за живота им.Newspaper
| Година | Филм                              | Оригинално заглавие          | Роля               | Режисьор              |
| ------ | --------------------------------- | ---------------------------- | ------------------ | --------------------- |
| 2000   | Д-р Т. и жените                   | Dr. T and the Women          | Диди               | Робърт Олтмън         |
| 2000   | Почти известни                    | Almost Famous                | Пени Лейн          | Камерън Кроу          |
| 2000   | Относно Адам                      | About Adam                   | Люси Оуенс         | Джерард Стембридж     |
| 2002   | Четирите пера                     | The Four Feathers            | Етна Юстас         | Шекхар Капур          |
| 2003   | Развод по френски                 | Le Divorce                   | Изабел Уокър       | Джеймс Айвъри         |
| 2003   | Как да разкараш гаджето за 10 дни | How to Lose a Guy in 10 Days | Анди Андерсън      | Доналд Петри          |
| 2005   | Шперцът                           | The Skeleton Key             | Каролайн Елис      | Иен Софтли            |
| 2006   | Аз, ти и Дюпри                    | You, Me and Dupree           | Моли Питърсън      | Антъни Русо, Джо Русо |
| 2008   | Златна възможност                 | Fool's Gold                  | Тес Финеган        | Анди Тенант           |
| 2008   | Гаджето на най-добрия ми приятел  | My Best Friend's Girl        | Алексис            | Хауърд Дойч           |
| 2009   | Булчински войни                   | Bride Wars                   | Лив Лернър         | Гари Уиник            |
| 2009   | Девет                             | Nine                         | Стефани Некрофурос | Роб Маршал            |
| 2011   | Нещо назаем                       | Something Borrowed           | Дарси Рон          | Люк Грийнфийлд        |
| 2016   | Кунг-фу панда 3                   | Kung Fu Panda 3              | Мей Мей (глас)     |                       |
| 2016   | Денят на мама                     | Mother's Day                 | Джеси              | Гари Маршал           |
| 2016   | Deepwater Horizon: Море в пламъци | Deepwater Horizon            | Фелисия Уилямс     | Питър Берг            |